# Tosca Musk

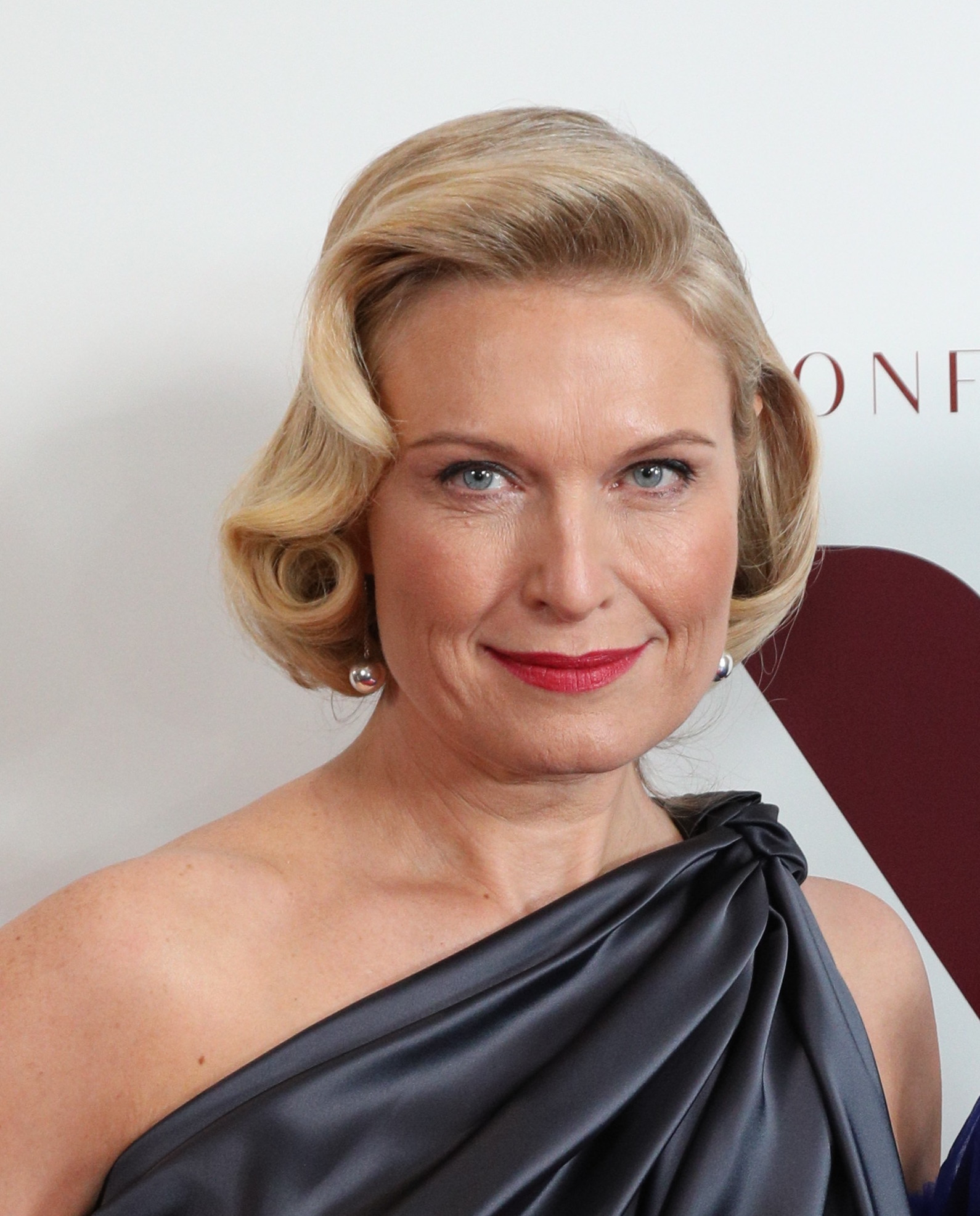
Tosca Musk (2019)

Tosca Musk (* 20. Juli 1974 in Pretoria) ist eine südafrikanisch-US-amerikanische Filmemacherin, Produzentin und Regisseurin.

## Werdegang
Tosca Musk wurde 1974 als Tochter von Maye und Errol Musk in Pretoria in Südafrika geboren und wuchs in Johannesburg auf. Sie ist die jüngere Schwester von Elon und Kimbal Musk. 1979 ließen sich ihre Eltern scheiden. 1989 zog sie mit ihrem Bruder Elon und ihrer Mutter nach Kanada und 1997 schloss sie ein Studium an der University of British Columbia ab. Danach zog sie in die USA, wo sie nach eigener Aussage 2020 die US-amerikanische Staatsbürgerschaft erhielt.
Sie ist Gründerin und Besitzerin von Musk Entertainment. Außerdem ist sie CEO und Mitgründerin des Over-the-top content-Streamingportals Passionflix. Sie lebt in Playa Vista, einem Stadtviertel von Los Angeles und ist Mutter von Zwillingen.

## Preise und Ehrungen
- 2007: Appalachian Film Festival in  Huntington, West Virginia: Governor’s Golden Appy Award für Simple Things
- 2007: California Independent Film Festival, San Francisco: Slate Award für Simple Things
- 2007: International Family Film Festival, Raleigh, Kalifornien: IFFF ‘Spirit’ Award für Simple Things